# Jonas Lie
Ionas Lautriz Idemil Lie, más conocido por Jonas Lie (Modum, 6 de noviembre de 1833 - Fleskum, 5 de junio de 1908) fue un destacado novelista noruego.
Creció en la ártica Tromsø, cuyo espíritu y lengua aparece en su obra. No pudo ser marino a causa de su mala vista, pero su amor y conocimiento del mar contribuyeron a que escribiera muchas novelas de ambiente marinero. Se licenció en Leyes (1858) y ejerció en Kongsvingor. Habiendo contraído deudas, abandonó los negocios y se dedicó a escribir (1868).
Hasta 1862 Lie solo había publicado artículos político-sociales; en 1866 publicó Digte, una colección de poemas. No tardó, sin embargo, en publicar novelas: en 1870, Den Fremsynte (El visionario), llena del espíritu y escrita con la lengua del norte, le dio la fama. Desde 1877, Lie se convirtió en el novelista del mar; antes, Fremtiden (El futuro), 1872, y Lodsen og hans hustru (El piloto y su mujer), 1874, habían reafirmado su talento de novelista-psicólogo. Entre 1875 y 1880 se opuso al radicalismo incorporándose por fin a él en 1880 con Rutland y Gaa Paa! (¡Adelante!), 1882.
Lie cambiaba su técnica y pretensiones adaptándose a los diferentes movimientos literarios con total éxito: dentro del naturalismo, el tema social le inspiró la extraordinaria novela Livsslaven (Esclavo para toda la vida), 1883. Alrededor de 1882, fue centro de la corriente realista; su magistral obra Familien paa Gilje (La familia de Gilje), 1883, le dio fama como novelista de problemas familiares. Al llegar al neorromanticismo, volvió a la visión mágica de las cosas, de sus obras primeras, en los bellísimos cuentos impresionistas Trold (1-I1, 1891-92). Lie era realista (no en sentido naturalista) y soñador al tiempo; imaginativo y a la vez impresionista. Creaba, con tales características, cosas y personas de cualquier nacionalidad y clase social.